# Adetomeris debilis
Adetomeris debilis är en fjärilsart som beskrevs av Butler 1882. Adetomeris debilis ingår i släktet Adetomeris och familjen påfågelsspinnare. Inga underarter finns listade i Catalogue of Life.